# Präriekatträv
Präriekatträv (Vulpes velox) är en art i familjen hunddjur som förekommer i torra områden i Nordamerika. En karaktäristisk skillnad, jämfört med rödräven som lever i samma område, är präriekatträvens stora öron.

## Taxonomi
Arten är nära släkt med ökenkatträven (Vulpes macrotis), som tidigare räknades till samma art, benämnd katträv. Enligt nyare genetiska studier är skillnaderna tillräckliga för att lista dem som två självständiga arter. Där de båda arternas utbredningsområden överlappar varandra, exempelvis i västra Texas och östra New Mexico, förekommer ibland hybrider.

## Utseende
Präriekatträvens päls är på ryggen och sidorna gråaktig med orange skuggor och på buken gul till vit. En skillnaden jämfört med ökenkatträven är två svarta fläckar på vardera sidan om nosens spets. Dessutom är öronen med en längd omkring 6 centimeter något kortare och mera avrundade än hos ökenkatträven. Med en genomsnittlig vikt av omkring 2 kilogram (hanar en tiondel tyngre än honor) är arten tydlig mindre än en rödräv. Kroppslängden är 47–54 centimeter. Därtill kommer en 25–34 centimeter lång svans. Mankhöjden är vanligen 30–32 centimeter. Under vintern får arten en päls med längre hår och blekare utseende. Grundfärgerna är däremot desamma som under sommaren. Pälsbytet sker under våren och hösten. Arten har gul regnbågshinna. Med en längd av 5,6 till 7,5 centimeter är öronen påfallande stora.
Tandformeln är I 3/3 C 1/1 P 4/4 M 2/3, med totalt 42 tänder.

## Utbredning och habitat
Präriekatträv förekommer huvudsakligen i Nordamerikas prärieområden. I viss mån har den anpassat sig till människan och lever även på jordbruksmark. Artens utbredningsområde sträcker sig idag främst från sydöstra spetsen av Montana och västra South Dakota i norr till New Mexico och Texas i syd. I de kanadensiska delstaterna Alberta och Saskatchewan var arten utrotad omkring 1940, men den blev senare framgångsrikt återintroducerad. I USA var utbredningsområdet vid nybyggarnas ankomst ungefär 40 procent större än nu.

## Ekologi
Präriekatträven livnär sig huvudsakligen på kött, främst gnagare och harar. Ibland lyckas de ta en fågel, och i tider med sämre tillgång till föda äter den även insekter. As, frukter och solrosfrön spelar en viss roll som föda. Katträven är nattaktiv och stannar under dagen i lyan. Individerna är bra på att hushålla med vatten. De behöver inte ha tillgång till öppna vattenansamlingar.
Rävens lya placeras oftast i en sandhög och består av 2–4 meter långa gångar samt upp till fyra ingångar. Lyans ingång har ofta en upprätt oval form men den kan även vara cirkelformig eller likna ett nyckelhål med den bredare delen på toppen. Jorden som kastas ut bildar högar som vanligen är 80–550 centimeter långa och 30–100 centimeter breda. Mera komplexa bon kan ha ingångar utan jordhög bredvid. På marken kring bebodda lyor hittas vanligen avföring, ben och fjädrar. Arten bosätter sig ibland i nordamerikanska grävlingars övergivna gryt.
Individerna lever vanligen i mindre grupper, vanligen ett monogamt par och deras ungar. Ibland kan en främmande hona accepteras i gruppen, och i sällsynta fall iakttogs en hanne vid kullar av två olika honor. Det sociala beteende hos präriekatträven skiljer sig påfallande från andra hunddjur, genom att gruppen domineras av honan. Honor försvarar alltid sitt revir, men hannar letar efter ett nytt revir om honan dör eller relationen upplöses. Arten är även mer beroende av lyan än andra hunddjur.
Parning sker i december (i sydliga regioner) och fram till mars (i Kanada). Dräktigheten varar ungefär femtio dagar, och honan föder två till fem ungar. Ungarna öppnar sina ögon efter 10–15 dagar och visar sig cirka en månad efter födelsen för första gången utanför lyan. De avvänjs efter sju veckor eller något tidigare. Ungarnas vikt vid födelsen är inte känd men de väger cirka 200 gram efter två veckor. När ungarna är större och kan äta fast föda får de även matbitar av fadern. Hannar kan ofta para sig under det första levnadsåret. Det samma gäller för cirka hälften av de honor som lever i varma sydliga trakter. Andra honor parar sig första gången under andra levnadsåret.
Vid sidan av människan är prärievarg och rödräv präriekatträvens största fiender. Med sin maximalhastighet av 60 kilometer i timmen kan präriekatträven undkomma de flesta angrepp.
I naturen blir präriekatträven vanligen 3–6 år gammal, men individer i fångenskap har levt i upp till 14 år.

## Hot och skyddsåtgärder
Beståndet decimerades betydlig under början av 1900-talet på grund av jakt som egentligen var inriktad mot varg och prärievarg. I Kanada listades arten därför som utdöd 1938. 1983 introduceras präriekatträven åter i Alberta och Saskatchewan, men populationen där är känslig och många individer dör under sitt första år. Beståndet i USA betraktas numera som stabilt, och därför listas arten av IUCN som livskraftig (LC).
Under 1950-talet fångades flera ungar genom att gräva upp lyan för att hålla dem som sällskapsdjur. Dessförinnan var pälsjakt vanlig.